# Стелла (монета)
Стелла (англ. Stella — «Зірка») — монета вартістю в 4 долари. Американська золота монета, спочатку карбувалася як універсальний платіжний засіб, конвертований з усіма валютами в світі.
Існує два різні дизайни аверсу монети, на якому вміщено персоніфіковане зображення Свободи. В одному варіанті, розробленому Чарльзом Барб'є (англ. Charles E. Barber), Свобода з розпущеним волоссям. А в іншому варіанті, розробленому Джорджем Морганом (англ. George T. Morgan), Свобода із завитим волоссям. Перший варіант монети більш розповсюджений.

## Історія

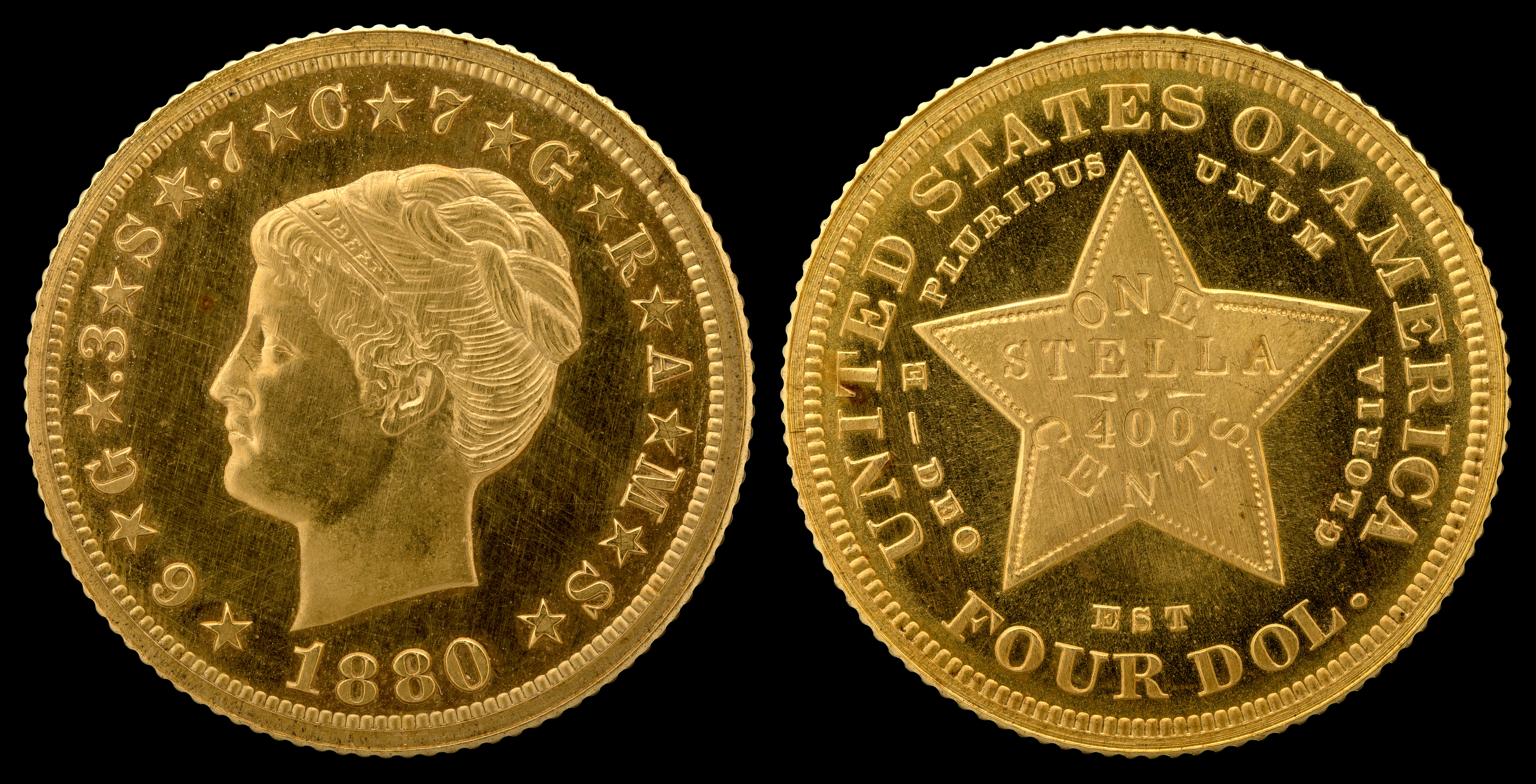
Стелла, різновид з «завитим волоссям» 1880 року

Стелла була пробною монетою, випущеною для дослідження можливості приєднання США до Латинського валютного союзу, але цей проект був відкинутий Конгресом США. Монета карбувалася у 1879 та 1880 роках за наполяганням Джона Кессона (англ. John A. Kasson), колишнього голови комітету мір, ваг та монет США. Стелла мала містити таку ж кількість дорогоцінного металу, як в стандартній монеті латинського валютного союзу наполеондор, який карбувався у Франції, Швейцарії та інших країнах цього союзу. Проте, склад стелли не зовсім точно збігався з монетою валютного союзу: загальна маса була 7 грам замість 6,45; вміст золота було 6 грам замість 5,81 і його проба була 857,1 замість 900.
Обидва варіанти дизайну стелли, з розпущеним волоссям і завитими, містили один і той ж напис: «★ 6 ★ G ★ .3 ★ S ★ .7 ★ C ★ 7 ★ G ★ R ★ A ★ M ★ S ★» (використовувався п'ятикутний варіант гліфа ★), що вказує на вміст металів в монеті і дату. На реверсі в центрі розміщена зірка (англ. Stella) в якій зазначено номінал монети «ONE STELLA» і «400 CENTS», нижче зірки також поміщений напис, яка вказує на номінал монети «FOUR DOL.». На легенді реверсу є напис «UNITED STATES OF AMERICA», а також «E PLURIBUS UNUM» і «DEO EST GLORIA».
Після відхилення конгресом приєднання до валютного союзу і проекту самої монети, кілька сотень вже викарбуваних примірників за дизайном Барб'є були продані конгресмену за ціною собівартості продукції.
Також в 1879 році було випущено п'ять зразків з малюнком п'ятипроменевої зірки, номіналом монет в 20 доларів. Ці видозмінені монети використовували бюст Свободи з аверсу монет «Подвійний орел» (англ. Double eagle), на аверсі та напис «★ 30 ★ G ★ 1.5 ★ S ★ 3.5 ★ C ★ 35 ★ G ★ R ★ A ★ M ★ S ★» з девізом IN GOD WE TRUST, замінивши слова DEO EST GLORIA на реверсі.
Всього було випущено 425 екземплярів стелли.

## Джерело
- Нумізматичний сайт [Архівовано 6 січня 2017 у Wayback Machine.] (англ.)
- $4.00 Stella Patterns [Архівовано 18 листопада 2016 у Wayback Machine.] (англ.)